# Volendam
Volendam é uma pequena cidade localizada no município de Edam-Volendam, na província de Holanda do Norte, Países Baixos. Tem cerca de 21.500 habitantes (2020).

## História
Originalmente, Volendam foi um pequeno porto de Edam, situado na desembocadura do rio IJssel. Em 1357, os habitantes de Edam construíram um canal mais curto até Zuider Zee e um novo porto, pois o antigo porto foi represado e utilizado para recuperação de terras. Os agricultores e pescadores locais se assentaram nesse local, formando a nova comunidade de Volendam. A maioria da população é católica e esta religião está profundamente ligada a cultura do povo. Historicamente, muitos missionários e bispos nasceram e cresceram em Volendam. É possível considerar um destaque a capela de Nossa Senhora das Águas que se encontra em um parque da cidade, seu nome se deve a aparição da Virgem a Hille Kok.

## Turismo
Volendam é um destino turístico popular nos Países Baixos, conhecida por seus velhos barcos de pesca e porque alguns habitantes ainda usam roupas tradicionais. A roupa feminina de Volendam inclui um chapéu alto e é uma das roupas mais conhecidas dentre os trajes tradicionais holandeses, aparecendo com frequencia em postais e propagandas turísticas. 
Existe um ferry regular de Volendam a Marken.
Também existe um pequeno museu sobre a história da cidade e o vestuário de seus habitantes. Nesse museu é possível que os turistas tirem fotos usando trajes tradicionais holandeses.

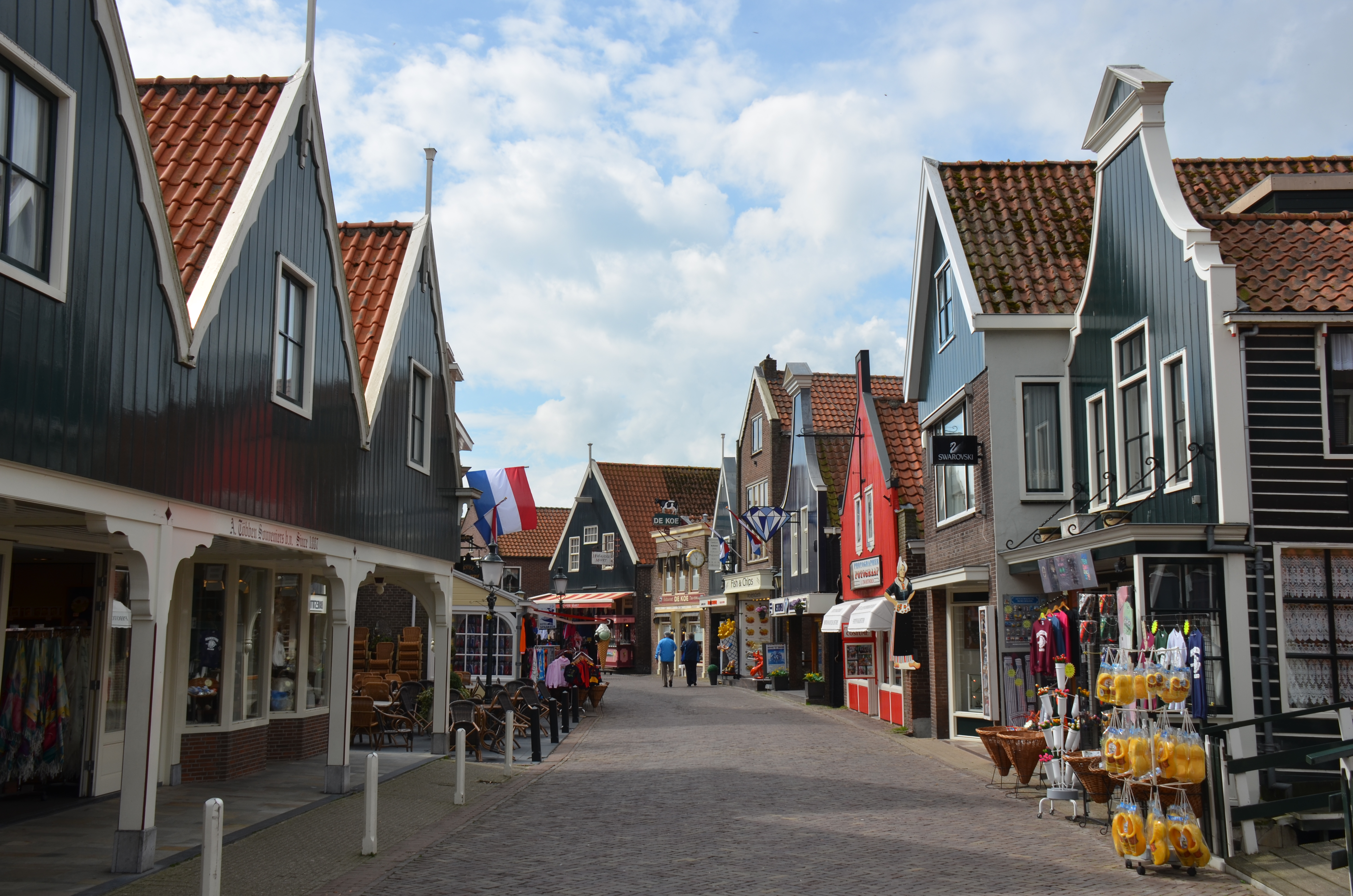
Rua comercial de Volendam
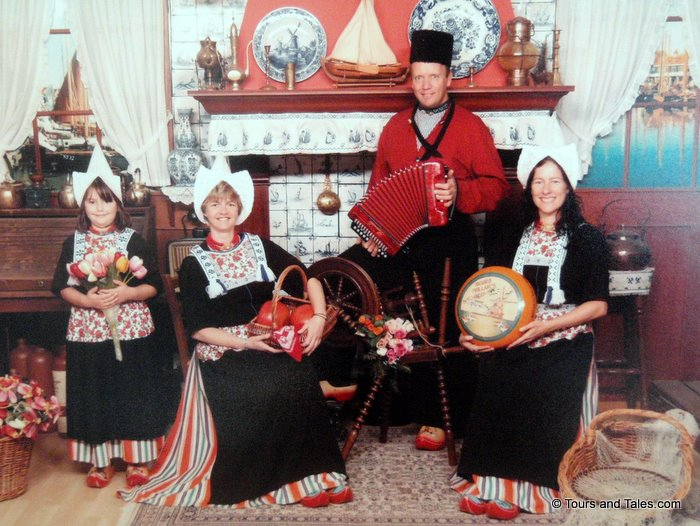
Família de turistas vestindo trajes típicos de Volendam, usando tamancos holandeses e segurando tulipas e queijos holandeses